# Pyttipanna

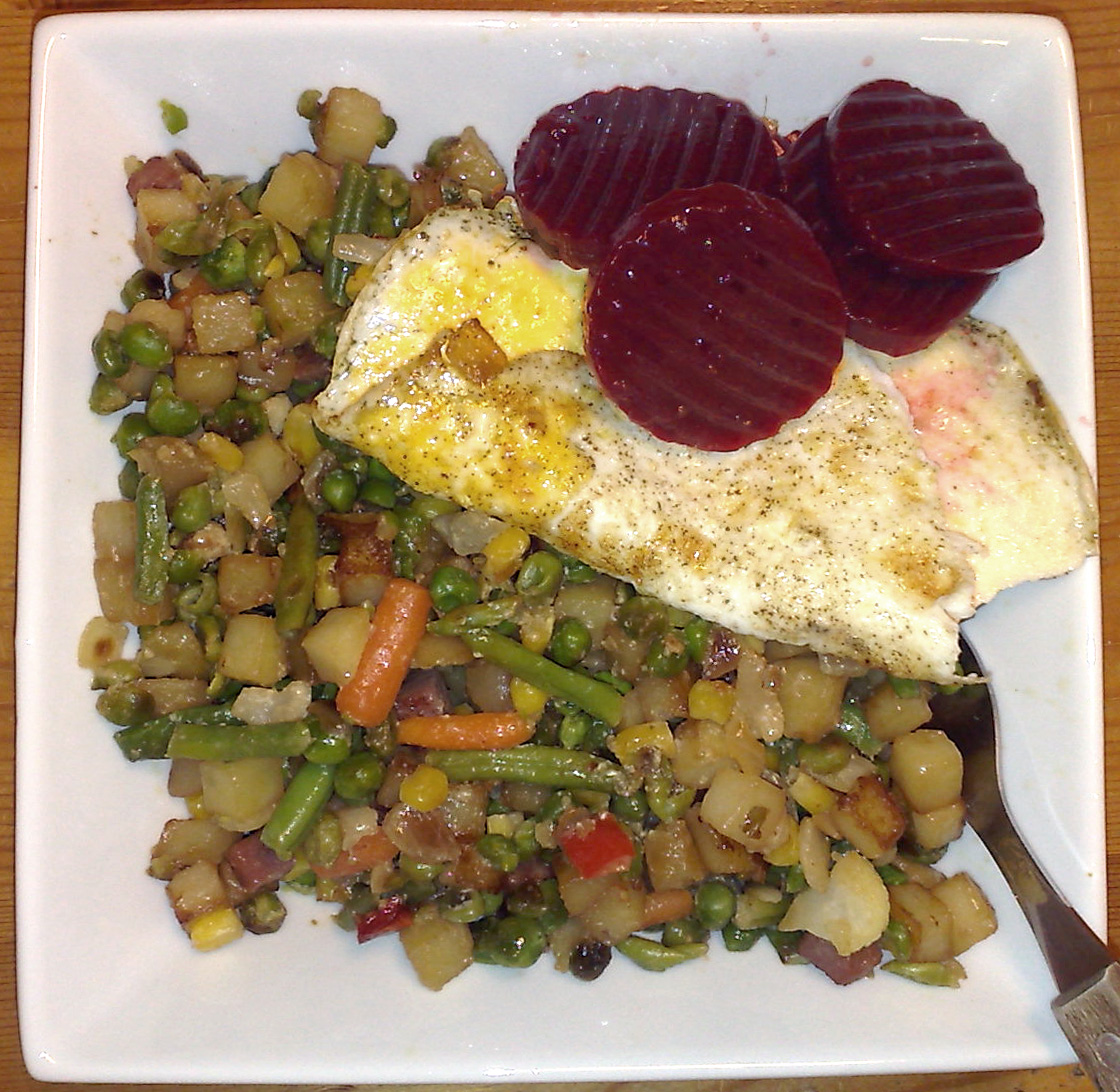
Piatto di pyttipanna con verdure, barbabietole e un uovo fritto.

Pyttipanna, anche pytt i panna o pyttipanne in norvegese e pyttipannu in finlandese, è un miscuglio di cibo simile al bubble and squeak. Il termine è svedese e significa "piccoli pezzi in padella". Si tratta di un piatto popolare in Svezia, Norvegia, Finlandia e Danimarca, dove viene chiamato biksemad, che significa cibo mescolato.
Tradizionalmente è costituito da patate, cipolle e ogni genere di carne tritata (o salsiccia), tagliate a dadini e quindi saltati in padella, ed è spesso servito con un uovo fritto, barbabietola e cetriolo in salamoia, capperi e, talvolta, ketchup o brown sauce.
In passato il piatto era originariamente fatto con avanzi di pasti, ma ora è molto più comune preparare pyttipanna con ingredienti freschi. Pyttipanna congelato, in molte varietà, può essere acquistato in quasi tutti i supermercati svedesi, norvegesi e finlandesi. Esistono molte varianti del piatto, tra cui quella vegetariana e vegana.
Pyttipanna viene spesso abbreviato in pytt, specialmente quando riferito a varianti come oxpytt (pyttipanna con carne) o krögarpytt. Talvolta viene chiamato hänt i veckan ("fatto la scorsa settimana"), una denominazione che ne riflette l'origine di cibo preparato con avanzi di cucina.

## Alimenti simili
- Bubble and squeak, della cucina inglese
- Colcannon, della cucina irlandese
- Rumbledethumps, della cucina scozzese
- Trinxat, della zona di Empordà regione della Catalogna, nord-est della Spagna e Andorra
- Stoemp, della cucina belga
- Hash, della cucina statunitense